# Beware!
Beware! es el decimotercer álbum de estudio del cantante, compositor y productor estadounidense Barry White, lanzado en noviembre de 1981 por la compañía discográfica Unlimited Gold, subsidiaria de CBS, una vez se marchó de la compañía en la que tanto tiempo había estado, 20th Century-Fox Records. Llegando a la posición #40 de la lista R&B, tuvo mejor acogida que su previo álbum de duetos titulado Barry & Glodean realizado con su esposa Glodean y que no entró en las listas. Fue precedido por su primer sencillo, una versión de Louie Louie, una canción originalmente creada en 1955. White la interpretó en el programa Soul Train el 19 de septiembre de 1981, pero no llegó a un puesto alto. El segundo sencillo, que lleva el título del álbum, también era una versión de una pieza de los años 1950's, originalmente escrita por Jo Ann Belvin para su marido Jesse Belvin, poco antes de ser ambos asesinados en un accidente de coche en 1960. "Beware" alcanzó la posición #49 de la lista R&B. Igual que con su anterior álbum, la filial londinense rechazó lanzar sencillos del disco.

## Listado de canciones
| Side one |                                                                       |          |  |
| N.º      | Título                                                                | Duración |  |
| 1.       | «Beware» (Jesse Belvin)                                               | 5:50     |  |
| 2.       | «Relax To The Max» (Barry White, Lowrell Simon)                       | 3:42     |  |
| 3.       | «Let Me In And Let's Begin With Love» (Barry White, Vella M. Cameron) | 6:02     |  |
| 4.       | «Your Love, Your Love» (Barry White, Lowrell Simon)                   | 4:22     |  |
| 5.       | «Tell Me Who Do You Love» (Barry White, Darnell White)                | 2:06     |  |

| Side two |                                                                                    |          |  |
| N.º      | Título                                                                             | Duración |  |
| 1.       | «Rio De Janeiro» (Barry White, Carol P. Jackson, Marlon Jackson)                   | 4:25     |  |
| 2.       | «You're My High» (Barry White, Nathan East)                                        | 2:14     |  |
| 3.       | «Oooo...Ahhh...» (Barry White, Fleming Williams, Jakki Miligan)                    | 3:58     |  |
| 4.       | «I Won't Settle Less Than The Best (For You Baby)» (Barry White, Vella M. Cameron) | 4:20     |  |
| 5.       | «Louie Louie» (Richard Berry)                                                      | 7:14     |  |

## Sencillos
| Year | Single         |        |
| Year | Single         | US R&B |
| ---- | -------------- | ------ |
| 1981 | "Louie, Louie" | —      |
| 1981 | "Beware"       | 49     |